# Robert Solyom
Robert Solyom, né à Budapest en 1936, est un peintre français d’origine hongroise. Il vit et travaille à Paris.

## Biographie
Après ses études secondaires, Robert Solyom entre à l’Académie des Beaux-Arts de Budapest dans l’atelier du professeur Borsos. Ayant quitté la Hongrie à la Révolution de 1956 avec son frère et le sculpteur Ervin Patkaï, il passe plusieurs mois dans un camp de réfugiés en Autriche. Il y rencontre à la délégation française un jeune photographe et futur galeriste, Robert Vallois, qui le fait sortir du camp et l’invite à résider chez ses parents. Malgré une promesse de bourse aux États-Unis, il préfère venir à Paris où il devient boursier à l’École Nationale des Beaux-Arts. 
En 1963 il est sélectionné à la Biennale de Paris section française, et participe régulièrement aux principales expositions : Salon de Mai au Musée d’Art Moderne, Grand Palais, Grands et Jeunes d’Aujourd’hui, etc. Au Salon de la Jeune Peinture 1964 il fait partie d’un groupe de jeunes artistes liés à la « nouvelle figuration », dont il s’éloigne par la suite. Il participe parallèlement à plusieurs expositions, notamment à la Galerie du Fleuve dirigée par Viviane Forrester en 1965 où il expose avec Corneille, Titus Carmel, Adzak, César, Yan Voss, puis à la Galerie Zunini. Son travail est remarqué dans Lettres Françaises, Opus international, Arts et Galeries des Arts. À partir des années 1970 il participe également à diverses expositions en Italie, Belgique, États-Unis et Suisse.
Lors d’un séjour à New York, où il était invité par un groupe d’artistes américains, il rencontre le photographe d’origine hongroise André Kertész, avec lequel il reste très lié. En 1984 il collabore au film réalisé pour TF1 André dans les villes, Budapest-Paris-New York. Après ce tournage à Budapest il parcourt le pays, en compagnie de sa femme Nicole et de son fils, avec André Kertesz qui voulait retrouver les lieux et les souvenirs de ses premières photos de jeunesse dans la campagne hongroise. 
En 2005, le réalisateur suisse Jaques Dutoit tourne un film sur son travail : Robert Solyom - Détruire et Reconstruire. Sélection officielle au Festival International de Cinéma, « Visions du Réel », à Nyon (Suisse) en avril 2006.
Des œuvres sombres de grand format, sur toile ou sur papier. Des matières simples - craie, pierre noire, peinture - mélangées quelquefois jusqu’à saturation, évoquent des figures, des  corps humains qui apparaissent seuls dans des paysages dévastés et chaotiques, où subsistent des fragments d’arbres, d’animaux, débris de toutes sortes. Une impression de solitude et de catastrophe. Des autoportraits traversent toute son œuvre.

## Expositions récentes
- 1988 : Taking a stand on social issues, Discovery Gallery, New-York
- 1991-1998 : Expositions personnelles et collectives, Galerie la Teinturerie, Paris
- 1998 : Exposition personnelle, Mac 2000, Paris
- 1998, 1999, 2000 : 1es-3es Rencontres du Cadran, Festival d’Art contemporain, StGéours
- 1999 : Exposition personnelle, Galerie Astarté, Paris
- 1999 : Exposition collective, Galerie Mediart, Paris
- 2001 : Exposition personnelle, Zeuxis Art Studio, Bruxelles
- 2002 : Auguri, Zeuxis Art Studio, Bruxelles
- 2002 : Linéart, Foire d’Art contemporain, Gand
- 2002 : Exposition personnelle, Galerie Catherine Clerc, Lausanne
- 2004 : Rencontre des Arts, Bicentenaire George Sand, Thevet St Julien
- 2006 : Mai en Cambrésis, Sept Artistes Hongrois, Cambrai
- 2008 : Érosions, exposition personnelle, Galerie Andata Ritorno, Genève

## Collections
- Centre National d’Art Contemporain – Paris
- Musée Municipal de la Ville de Paris
- Collections privées : Bruxelles, Francfort, New York, Paris, Marseille, Lausanne, Zurich